# 船木誠勝
船木 誠勝（ふなき まさかつ、1969年3月13日 - ）は、日本の男性プロレスラー、総合格闘家、俳優、YouTuber。本名および旧リングネーム：船木 優治（ふなき まさはる）。青森県弘前市出身。血液型O型。
新日本プロレスから新生UWFとプロフェッショナルレスリング藤原組を経て、完全実力主義を標榜するパンクラスを設立し、自らエースとして第一線で活躍した。2000年のヒクソン・グレイシー戦をもって引退、芸能活動などを経て2007年に復帰。2009年からはプロレスラーとして活動している。2015年から大阪にパーソナルトレーニングジム「Hybrid Fitness」を開設し現地に移住している。YouTuberとしても活動している。再婚しており、妻は元舞台女優の喜山いづみ。

## 経歴

### 新日本プロレス - UWF - プロフェッショナルレスリング藤原組
青森県南津軽郡尾上町（現平川市）生まれ。1984年3月、弘前大学教育学部附属中学校を卒業し、高校入学の前日に一度不合格であった新日本プロレスに入門。同期は武藤敬司、蝶野正洋、橋本真也、野上彰（現：AKIRA）、森村方則（現：リッキー・フジ）。
1985年3月3日、ヤングライオン杯に出場し北茨城市民体育館で後藤達俊とデビュー戦を行う。ザ・グレート・カブキ（16歳1ヵ月）の記録を塗り替える、当時史上最年少の15歳11か月でデビュー（現在の最年少記録は中嶋勝彦の15歳9か月）。
1986年1月、第1次UWF崩壊後、新日本プロレスにUターン参戦してきた藤原喜明に師事し、試合前のスパーリングパートナーを務める。
伸びのあるドロップキックを武器に前座戦線を沸かせる。新日本と業務提携にあったUWFの若手、安生洋二・中野龍雄組に、野上彰とタッグを組んで臨んだ試合はUWFスタイルと新日本スタイルが融合する好試合となり前座の名物カードとなった。
1987年2月、ヤングライオン杯に出場。快進撃を続けたが橋本真也に敗れリーグ戦敗退。
1987年3月、堀辺正史の元で骨法を学び始める。
1987年8月19日、「サマーナイトフィーバーイン国技館」で行われたIWGPジュニアヘビー級王座決定トーナメントに出場。1回戦で小林邦昭と対戦し善戦するが11分1秒フィッシャーマンズスープレックスでフォール負け。
1988年4月、ヨーロッパ遠征出発。オットー・ワンツのCWAに参加し、4月から12月までの間、オーストリア、ドイツをサーキットする。船木によれば、この遠征の直前に高田延彦・山崎一夫の2人が船木の送別会を開き、その席で船木に「UWF再興」の意向を伝え、船木もその場で新UWFへの参加を決めたという。前田日明と神新二は遠征先を訪れUWF入団のアプローチをしていた。1989年1月からイギリスに渡り、山田恵一と共に活躍する。
1989年4月10日、海外遠征中に週刊プロレス誌上でUWF移籍を船木が宣言。船木の将来を嘱望した新日本が残留説得を試み、船木曰く「再契約金1000万円、さらに試合のギャラも藤波辰爾・長州力と同ランクとする」との提示も受けたが、アントニオ猪木と前田日明、同時期にUWF移籍を表明していた鈴木みのるを交えた四者話し合いの末、新日本プロレスの円満退社、UWF移籍が決定した。ただ猪木は「社長としての義務が合ったので引き留めた」ものの、個人的には当初から移籍を認めるつもりだったという。
1989年5月4日、第二次UWF1周年記念となる大阪球場大会で、共に新生UWFデビューとなる藤原喜明と対戦する。頭突きを使った藤原が一旦反則負けになるが、船木の希望で試合続行されるもヒザ十字固めで敗退。
1989年8月13日、横浜アリーナで高田延彦と対戦。開始早々、掌打と膝蹴りの連打で高田からダウンを奪う。意識朦朧としながらなんとか立ち上がる高田だがファイティングポーズを取ることもできず、レフリーもカウント9で止め、KOの10カウントを入れなかった。のちにUWF疑惑の判定ナンバーワンとなる曰くつきの試合となった。結果は両者ダウンの応酬の末、高田がバックドロップからのキャメルクラッチでギブアップ勝ちした。
1989年9月7日、「U.W.F. FIGHTING BASE」大会よりリングネームを本名から「船木誠勝」に改名。
1989年11月29日、東京ドームにて「U-COSMOS」開催。UWF対世界の格闘家との異種格闘技戦を目玉とし、船木の対戦相手に当時5年間無敗のキックボクシング世界王者モーリス・スミスが予定されていたが、練習中に腕を骨折し代役として鈴木みのるが抜擢される。しかし鈴木はスミスに幾度もダウンを奪われ惨敗を喫する。
1990年4月15日、負傷による長期欠場からの復帰戦となった鈴木みのる戦ではレガースを着用せず試合を行い、グラップリングのみの展開となった。
1990年5月4日、日本武道館で行われた「UWF THE MEMORIAL」で前田日明と初対決。船木はこの試合レガースを着用せず、前田に対し骨法流の掌底とボクシング仕込みのパンチのコンビネーションを見せ前田をダウンさせるなど善戦したが、体力で圧倒する前田が後ろから抱え込んでの片羽絞めでタップアウト勝ち。試合後、しゃがみこむ船木に前田が耳元で語りかけるシーンが見られた。
1990年8月13日、高田延彦と前回と同日同じ会場で再戦。フットワークも軽やかで高田の打撃をパーフェクトにディフェンスし全く寄せ付けず、10分過ぎ、船木の掌打連打から顔面への膝蹴りで高田の目尻が深くカットしたためレフリーストップ。事実上ノックアウト勝ちを収めた。
1990年12月、第2次UWF解散に伴い、藤原喜明、鈴木みのるらと新UWF藤原組の旗揚げに参加。
1992年4月19日、東京体育館での藤原組の旗揚げ一周年記念興行で、プロボクシング世界4階級制覇のロベルト・デュランと異種格闘技戦を行う。2ラウンドにボディブローでダウンしたが、3ラウンドに捕まえ腕固めで勝利。
1992年10月4日、東京ドームでWKA世界ヘビー級王者・モーリス・スミスと異種格闘技戦を行う。4Rにダウンを奪われたが判定により引き分け。
1992年12月、格闘技的な路線を志向し、藤原組を離脱。藤原組離脱後は、どの団体にも所属せず、鈴木みのる、高橋義生らとともに練習を重ねた。

### パンクラス
1993年9月21日、東京ベイNKホールでパンクラスを旗揚げ。メインイベントでケン・シャムロックと対戦し、肩固めで一本負け。
1993年11月27日、全日本キックボクシング連盟の興行に出場し異種格闘技ルールでモーリス・スミスと再戦、1Rチョークスリーパーで勝利し雪辱を果たす。
1994年9月1日、ケン・シャムロックにチョークスリーパーで勝利し旗揚げ戦の雪辱を果たす。
1994年10月15日、鈴木みのるにチョークスリーパーで失神KO勝ち。パンクラスにおける両者の唯一となった対戦を制する。
1994年12月16日・17日、初代キング・オブ・パンクラス決定トーナメントのKING OF PANCRASE TOURNAMENTに出場し、準決勝でケン・シャムロックに肩固めで一本負け。
1996年9月7日、キング・オブ・パンクラス・タイトルマッチで王者のバス・ルッテンに挑戦し、KO負けを喫し王座獲得に失敗した。
1996年12月15日、キング・オブ・パンクラス王座決定トーナメントに出場し、1回戦で近藤有己にチョークスリーパーで一本勝ち、決勝でジェイソン・デルーシアにTKO勝ちを収め、第4代キング・オブ・パンクラシストとなった。
1997年4月27日、キング・オブ・パンクラス・タイトルマッチで挑戦者の近藤有己と対戦し、腕ひしぎ十字固めで敗北して、王座から陥落した。
1997年12月20日、キング・オブ・パンクラス・タイトルマッチで王者の近藤有己に挑戦し、アームロックで勝利して、王座獲得に成功した。
1998年4月26日、キング・オブ・パンクラス・タイトルマッチで挑戦者のガイ・メッツァーと対戦し、判定0-3で敗れ王座から陥落した。
1998年10月26日、國奥麒樹真にロストポイント1-0の判定で敗北。掌底での顔面への打撃・レガースを着用するパンクラスルールでの試合はこれが最後となり、以後はUFC参戦やグレイシー一族との対戦を見据えたオープンフィンガーグローブ着用での顔面への打撃・パウンド有りの総合格闘技路線へ移行する。
1998年12月19日、総合格闘技ルール（パンクラチオンマッチ）でジョン・レンケンにマウントパンチ連打による勝利。
1999年3月1日、パンクラス所属選手の長谷川悟史が道場近くのマンションから転落し、骨折に基づく外傷性出血ショックで死去。団体責任者である社長の尾崎允実と船木は事情聴取を受けた。インタビュー記事によると、船木は現場にはおらず、第一報は車の運転中に携帯電話への連絡により知った。
2000年5月26日、「コロシアム2000」でヒクソン・グレイシーと対戦し、パンチによりヒクソンの左眼窩底を骨折させるも、チョークスリーパーで失神負け。試合後に「格闘技は勝負は1回だけなので、失神したら終わりですから。潔く足を洗う決心をしました」と引退を表明。
2000年12月4日、地元青森県で「船木誠勝 引退記念興行」を開催し、全試合終了後に引退セレモニーが開催。藤原喜明、佐山聡、藤波辰爾、山本小鉄、獣神サンダー・ライガー、夢枕獏らがリングに駆けつけ、最後は船木の胴上げが行われた。

### 引退後
引退後もパンクラスの運営や方向性の面で寄与した他、俳優業、HERO'S等の格闘技中継での解説者等で活動。なお、建設現場で働いた経験もある。
2005年9月、前田日明がスーパーバイザーを務めるプロレス団体「ビッグマウス・ラウド」の旗揚げ戦で、リング上から挨拶、全面協力を宣言した。
2006年2月26日、ビッグマウス・ラウドの旗揚げ記念大会・徳島県で開催された興行でビッグマウス・ラウドを脱退。
2007年3月、総合格闘技のできるプロレスラーの育成を目指し柴田勝頼らと「チームARMS」を結成してコーチに就任。

### 現役復帰
2007年12月31日、K-1 PREMIUM 2007 Dynamite!!で7年ぶりに現役に復帰。メインイベントで桜庭和志と対戦し、チキンウィングアームロックで一本負け。
2008年4月29日、DREAM.2で行われたミドル級グランプリの1回戦で田村潔司と対戦しTKO負け。
2008年9月23日、DREAM.6でかつての弟子ミノワマンと対戦し、踵固めで現役復帰後、初勝利を収めた。

### プロレス
2009年8月30日、全日本プロレスの両国大会でプロレスに復帰。メインイベントで武藤とタッグを組み、蝶野正洋、鈴木みのる組と対戦。8月31日に全日本プロレスと1年契約を締結。
2009年9月26日、鈴木みのるとシングルで対戦し、鈴木のレフェリー暴行により反則勝ち。
2010年1月3日、武藤敬司と組んで、太陽ケア・鈴木みのるが保持する世界タッグ王座に挑戦。26分50秒、交差式かかと固めでケアからギブアップを奪い新王者に輝いた。純粋なプロレスでは生涯初のベルト獲得になる。
2010年3月21日、両国国技館で行われた全日本プロレス「2010プロレスLOVE in 両国 vol.9」で全日本初となる「金網マッチ」で鈴木みのると再戦し、飛びヒザ蹴りでKO勝利。
2010年4月、チャンピオン・カーニバルに初出場。唯一無敗のままリーグ戦を突破し鈴木みのると優勝決定戦を争う。13分37秒、鈴木のスタンディングスリーパーで船木がタップし、鈴木が2年連続2度目の優勝を果たす。
2010年8月30日、全日本プロレスに正式に所属。
2012年1月4日、新日本プロレス東京ドーム大会に出場。24年ぶりに参戦した新日本プロレスで、河野真幸と組んで、永田裕志、井上亘組と対戦したが、試合中に永田の膝蹴りを顔面に喰らい、左頬骨を骨折。治療の為に半年間の長期欠場を余儀なくされた。
2012年6月17日、全日本プロレス「40th Anniversary Year CROSS OVER 2012」の開幕戦となった後楽園ホール大会で復帰。田中稔とのタッグで、武藤敬司＆カズ・ハヤシとの復帰戦に臨み、カズを腕を固めてのツームストンパイルドライバーで3カウントを奪い、復帰戦を勝利で飾った
2012年6月29日、全日本プロレスのオフィシャルサイトで新技「変型ツームストンパイルドライバー」の名称が、公募によって「ハイブリッド・ブラスター」に決定したことが発表された。関節技とドライバー技を組み合わせたこと（ハイブリッド＝異質のものを組み合わせ一つの目的を成すもの）、及び船木が「ハイブリッドレスラー」と呼ばれていた事により、船木自身が選考した。
2012年7月29日、全日本プロレスの「40th Anniversary Year 2012 JUNIOR HYPER LEAGUE」最終戦で永田裕志とシングルで対戦し、ハイブリッド・ブラスターで勝利
。
2012年8月26日、三冠ヘビー級選手権試合で王者・秋山準を試合時間4分37秒で破り、三冠王座を奪取。
2012年12月16日、RINGSに出場しヴォルク・ハンの引退試合の相手を務め、ロストポイント2－2で15分時間切れ引分け。
2013年1月26日、大田区総合体育館大会において、4度目の三冠防衛戦で曙に勝利した。
2013年6月30日、両国国技館大会を最後に全日本プロレスを退団。
2013年7月10日、WRESTLE-1に所属。
2014年7月6日、佐藤耕平を破り、ZERO1の世界ヘビー級王座を戴冠した。
2015年6月30日、契約満了につきWRESTLE-1を退団。
2015年11月1日、2年4ヶ月ぶりに全日本プロレス弘前大会に参戦し、ケンドー・カシンとタッグを組み諏訪魔&佐藤光留と対戦。自身がハイブリッド・ブラスターにより佐藤から勝利。
年度末、大阪に男性用プライベートジム「HYBRID FITNESS」を開設。トレーナー勤務のため大阪へ移住。
12月27日、DRAGON GATEに参戦。ストーカー市川を相手に対戦し市川がハイブリッド・ブラスターの恐怖に負けたと思いセコンドがタオル投入をして勝利。
2016年3月に勃発したFMW軍対UWF軍全面抗争では、UWF軍の首領としてデスマッチにも出場。
2016年7月24日、超花火プロレス大阪府立体育会館大会で大仁田厚と爆破王選手権試合を行い、1度も被爆することなく勝利。
2016年12月4日、DDTプロレスリングに初参戦。2017年8月22日より松竹芸能所属となる。
2020年8月30日、ノア川崎大会に参戦し、M's allianceに加入。11月22日には丸藤正道とのタッグで杉浦貴・桜庭和志組の保持するGHCタッグ王座に挑戦するも王座戴冠はならなかった。
2022年1月22日、GHCナショナル王座に挑戦し、チャンピオンの拳王から勝利しナショナル王座を戴冠した。試合後、突如として金剛入りを宣言する。セコンドの丸藤と田中将斗に詰め寄られるも、意思は固く金剛入りを果たした。また、この日以降からコスチュームを赤色に変更した。
2024年6月22日「ブラッドスポーツ 武士道」に参戦、デイビーボーイ・スミス・ジュニアと対戦した。

## タイトル歴

### 総合格闘技
パンクラス
- 第4代無差別級キング・オブ・パンクラス王座
- 第6代無差別級キング・オブ・パンクラス王座

### プロレス
全日本プロレス
- 第45代三冠ヘビー級王座
- 第56代世界タッグ王座 （パートナーは武藤敬司）
- 2009年世界最強タッグ決定リーグ戦優勝（パートナーは武藤敬司）

プロレスリング・ノア
- 第8代GHCナショナル王座

ZERO1
- 第17代世界ヘビー級王座

ストロングスタイルプロレス
- 第8代、10、12、20代レジェンドチャンピオンシップ

超花火プロレス
- 第5代爆破王

DDTプロレスリング
- 第59代KO-Dタッグ王座 （パートナーは坂口征夫）

ドラディション
- 2023年DRAGON CUP優勝（パートナーはLEONA）

プロレス大賞
- 敢闘賞（1990年）
- 技能賞（1993年）
- 功労賞（2000年）

## 戦績
| 総合格闘技 戦績 | 総合格闘技 戦績 | 総合格闘技 戦績 | 総合格闘技 戦績 | 総合格闘技 戦績 | 総合格闘技 戦績 | 総合格闘技 戦績 |
| --------------- | --------------- | --------------- | --------------- | --------------- | --------------- | --------------- |
| 53 試合         | (T)KO           | 一本            | 判定            | その他          | 引き分け        | 無効試合        |
| 39 勝           | 4               | 34              | 1               | 0               | 1               | 0               |
| 13 敗           | 3               | 8               | 2               | 0               | 1               | 0               |

| 勝敗 | 対戦相手                         | 試合結果                             | 大会名                                                                            | 開催年月日     |
| ○    | ミノワマン                       | 1R 0:52 踵固め                       | DREAM.6 ミドル級グランプリ2008 決勝戦                                             | 2008年9月23日  |
| ×    | 田村潔司                         | 1R 0:57 TKO（パウンド）              | DREAM.2 ミドル級グランプリ2008 開幕戦 【ミドル級グランプリ 1回戦】                | 2008年4月29日  |
| ×    | 桜庭和志                         | 1R 6:25 チキンウィングアームロック   | K-1 PREMIUM 2007 Dynamite!!                                                       | 2007年12月31日 |
| ×    | ヒクソン・グレイシー             | 1R 11:46 チョークスリーパー          | コロシアム2000                                                                    | 2000年5月26日  |
| ○    | トニー・ペテーラ                 | 1:16 ギブアップ（パウンド）          | PANCRASE 1999 BREAKTHROUGH TOUR 【パンクラチオン・マッチ】                        | 1999年9月18日  |
| △    | エベンゼール・ブラガ             | 15分1R終了 時間切れ                  | PANCRASE 1999 BREAKTHROUGH TOUR 【パンクラチオン・マッチ】                        | 1999年4月18日  |
| ○    | ジョン・レンケン                 | 5:50 ギブアップ（パウンド）          | PANCRASE 1998 ADVANCE TOUR 【パンクラチオン・マッチ】                             | 1998年12月19日 |
| ×    | 國奥麒樹真                       | 15分1R終了 判定（ロストポイント1-0） | PANCRASE 1998 ADVANCE TOUR                                                        | 1998年10月26日 |
| ×    | セーム・シュルト                 | 7:13 KO（ボディブロー）              | PANCRASE 1998 ADVANCE TOUR                                                        | 1998年9月14日  |
| ○    | 渋谷修身                         | 6:07 肩固め                          | PANCRASE 1998 ADVANCE TOUR                                                        | 1998年7月26日  |
| ×    | ガイ・メッツァー                 | 30分1R終了 判定0-3                   | PANCRASE 1998 ADVANCE TOUR 【キング・オブ・パンクラス・タイトルマッチ】           | 1998年4月26日  |
| ○    | セーム・シュルト                 | 15分1R終了 判定（ロストポイント0-1） | PANCRASE 1998 ADVANCE TOUR                                                        | 1998年3月18日  |
| ○    | 稲垣克臣                         | 2:36 チキンウィングアームロック      | PANCRASE 1998 ADVANCE TOUR                                                        | 1998年2月6日   |
| ○    | 近藤有己                         | 2:20 アームロック                    | PANCRASE 1997 ALIVE TOUR 【キング・オブ・パンクラス・タイトルマッチ】             | 1997年12月20日 |
| ○    | ジェイソン・ゴドシー             | 7:12 アンクルホールド                | PANCRASE 1997 ALIVE TOUR                                                          | 1997年11月16日 |
| ○    | ガイ・メッツァー                 | 3:58 腕ひしぎ十字固め                | PANCRASE 1997 ALIVE TOUR                                                          | 1997年9月6日   |
| ○    | 渋谷修身                         | 9:30 フロントチョーク                | PANCRASE 1997 ALIVE TOUR                                                          | 1997年7月20日  |
| ○    | ウェスリー・ガサウェイ           | 1:05 アンクルホールド                | PANCRASE 1997 ALIVE TOUR                                                          | 1997年6月30日  |
| ×    | 近藤有己                         | 15:12 腕ひしぎ十字固め               | PANCRASE 1997 ALIVE TOUR 【キング・オブ・パンクラス・タイトルマッチ】             | 1997年4月27日  |
| ○    | ポール・レイゼンビー             | 4:36 アームロック                    | PANCRASE 1997 ALIVE TOUR                                                          | 1997年3月22日  |
| ○    | セーム・シュルト                 | 5:47 アンクルホールド                | PANCRASE 1997 ALIVE TOUR                                                          | 1997年2月22日  |
| ○    | ジェイソン・デルーシア           | 7:49 TKO（足の負傷）                 | PANCRASE TOUR 1996 TRUTH 【キング・オブ・パンクラス新王者決定トーナメント 決勝】  | 1996年12月15日 |
| ○    | 近藤有己                         | 1:43 チョークスリーパー              | PANCRASE TOUR 1996 TRUTH 【キング・オブ・パンクラス新王者決定トーナメント 1回戦】 | 1996年11月9日  |
| ×    | バス・ルッテン                   | 17:05 KO（膝蹴り）                   | PANCRASE TOUR 1996 TRUTH 【キング・オブ・パンクラス・タイトルマッチ】             | 1996年9月7日   |
| ○    | 伊藤崇文                         | 2:01 スリーパーホールド              | PANCRASE TOUR 1996 TRUTH                                                          | 1996年7月23日  |
| ○    | ヴァーノン・"タイガー"・ホワイト | 2:34 アンクルホールド                | PANCRASE TOUR 1996 TRUTH                                                          | 1996年6月25日  |
| ○    | オーガスト・スミスル             | 2:01 チョークスリーパー              | PANCRASE TOUR 1996 TRUTH                                                          | 1996年5月16日  |
| ○    | 稲垣克臣                         | 1:14 腕ひしぎ十字固め                | PANCRASE TOUR 1996 TRUTH                                                          | 1996年3月2日   |
| ○    | 柳澤龍志                         | 8:42 TKO（アームロック）             | PANCRASE TOUR 1996 TRUTH                                                          | 1996年1月28日  |
| ○    | 冨宅祐輔                         | 0:31 フロントチョーク                | PANCRASE 1995 EYES OF BEAST                                                       | 1995年12月14日 |
| ×    | フランク・シャムロック           | 10:31 アンクルホールド               | PANCRASE 1995 EYES OF BEAST                                                       | 1995年11月4日  |
| ○    | ガイ・メッツァー                 | 6:46 アキレス腱固め                  | PANCRASE 1995 EYES OF BEAST                                                       | 1995年9月1日   |
| ○    | リオン・ダイク                   | 1:01 アキレス腱固め                  | PANCRASE 1995 EYES OF BEAST                                                       | 1995年7月23日  |
| ○    | グレゴリー・スミット             | 7:30 アキレス腱固め                  | PANCRASE 1995 EYES OF BEAST                                                       | 1995年6月13日  |
| ○    | アレックス・クック               | 7:14 ヒールホールド                  | PANCRASE 1995 EYES OF BEAST                                                       | 1995年5月13日  |
| ×    | 山田学                           | 4:43 ヒールホールド                  | PANCRASE 1995 EYES OF BEAST                                                       | 1995年4月8日   |
| ○    | フランク・シャムロック           | 5:11 ヒールホールド                  | PANCRASE 1995 EYES OF BEAST                                                       | 1995年3月10日  |
| ○    | ジェイソン・デルーシア           | 9:08 ヒールホールド                  | PANCRASE 1995 EYES OF BEAST                                                       | 1995年1月26日  |
| ×    | ケン・シャムロック               | 5:50 肩固め                          | パンクラス KING OF PANCRASE TOURNAMENT 【KING OF PANCRASE TOURNAMENT 準決勝】     | 1994年12月17日 |
| ○    | ヴァーノン・"タイガー"・ホワイト | 5:37 アームロック                    | パンクラス KING OF PANCRASE TOURNAMENT 【KING OF PANCRASE TOURNAMENT 2回戦】      | 1994年12月16日 |
| ○    | ロバート・ヨナサン               | 2:20 腕ひしぎ十字固め                | パンクラス KING OF PANCRASE TOURNAMENT 【KING OF PANCRASE TOURNAMENT 1回戦】      | 1994年12月16日 |
| ○    | 鈴木みのる                       | 1:51 チョークスリーパー              | パンクラス 1994 ROAD TO THE CHAMPIONSHIP                                          | 1994年10月15日 |
| ○    | ケン・シャムロック               | 2:30 チョークスリーパー              | パンクラス 1994 ROAD TO THE CHAMPIONSHIP                                          | 1994年9月1日   |
| ○    | スコット・バムバム・ソルビン     | 0:56 ヒールホールド                  | パンクラス 1994 ROAD TO THE CHAMPIONSHIP                                          | 1994年7月26日  |
| ×    | ジェイソン・デルーシア           | 1:01 膝十字固め                      | パンクラス 1994 ROAD TO THE CHAMPIONSHIP                                          | 1994年7月6日   |
| ○    | グレゴリー・スミット             | 1:58 スリーパーホールド              | パンクラス 1994 ROAD TO THE CHAMPIONSHIP                                          | 1994年5月31日  |
| ○    | 冨宅祐輔                         | 6:55 スリーパーホールド              | パンクラス 1994 PANCRASH!                                                         | 1994年4月21日  |
| ○    | ヴァーノン・"タイガー"・ホワイト | 1:13 KO                              | パンクラス 1994 PANCRASH!                                                         | 1994年3月12日  |
| ○    | バス・ルッテン                   | 2:58 アンクルホールド                | パンクラス 1994 PANCRASH!                                                         | 1994年1月19日  |
| ○    | 高橋義生                         | 3:09 TKO（膝蹴り）                   | パンクラス 1993 YES, WE ARE HYBRID WRESTLERS                                      | 1993年12月6日  |
| ○    | キース・ベイゼムス               | 1:42 アームロック                    | パンクラス 1993 YES, WE ARE HYBRID WRESTLERS                                      | 1993年11月8日  |
| ○    | 柳澤龍志                         | 1:35 膝十字固め                      | パンクラス 1993 YES, WE ARE HYBRID WRESTLERS                                      | 1993年10月14日 |
| ×    | ケン・シャムロック               | 6:15 肩固め                          | パンクラス 1993 YES, WE ARE HYBRID WRESTLERS                                      | 1993年9月21日  |

### 異種格闘技戦
| 勝敗 | 対戦相手           | 試合結果                   | 大会名                            | 開催年月日     |
| ○    | モーリス・スミス   | 1R 1:50 チョークスリーパー | 全日本キック 「EVOLUTION STEP-8」 | 1993年11月27日 |
| △    | モーリス・スミス   | 3分5R終了 引き分け         | 藤原組 「STACK OF ARMS」          | 1992年10月4日  |
| ○    | ロベルト・デュラン | 3R 1:31 腕固め             | 藤原組 「獅子王伝説」             | 1992年4月19日  |

### プロレス
UWF系の試合結果
| 勝敗 | 対戦相手               | 試合結果                               | 大会名                                             | 開催年月日     |
| △    | ヴォルク・ハン         | 15分終了 引分け                        | RINGS/THE OUTSIDER 「ヴォルク・ハン引退記念興行」  | 2012年12月16日 |
| ○    | ツタハゼ・ザオール     | 7:10 アンクルホールド                  | 藤原組 「TRY AGAIN VOL1」                          | 1992年12月5日  |
| ○    | メドベジ・アレクセイ   | 2:07 腕ひしぎ十字固め                  | 藤原組 「TURN OVER ACT3」                          | 1992年9月4日   |
| ○    | 柳澤龍志               | 8:55 腕ひしぎ十字固め                  | 藤原組 「獅子王伝説 外伝」                         | 1992年8月15日  |
| ○    | バート・ベイル         | 30:00 判定勝ち                         | 藤原組 「TURN OVER ACT2」                          | 1992年7月27日  |
| ○    | 高橋和生               | 14:44 足首固め                         | 藤原組 「TURN OVER ACT1」                          | 1992年6月25日  |
| ○    | 冨宅祐輔               | 7:08 腕ひしぎ十字固め                  | 藤原組 「獅子王伝説PART2」                         | 1992年5月15日  |
| ○    | ウェイン・シャムロック | 40:00 三角締め                         | 藤原組 「獅子王達の咆哮PART2」                     | 1992年2月24日  |
| △    | ウェイン・シャムロック | 30:00 時間切れ引分け                   | 藤原組 「獅子王達の咆哮PART1」                     | 1992年1月15日  |
| ○    | ジェリー・フリン       | 5:18 羽交い絞め                        | SWS 「スーパーレッスルin東京ドーム」               | 1991年12月12日 |
| ○    | 高橋和生               | 6:24 アキレス腱固め                    | 藤原組 「獅子王達の闘い 第2章」                    | 1991年10月17日 |
| ○    | マック・ローシュ       | 10:59 腕ひしぎ十字固め                 | 藤原組 「獅子王達の闘い・Ⅰ」                       | 1991年9月28日  |
| ×    | ウェイン・シャムロック | 21:03 KO（フルネルソンスープレックス） | 藤原組 「One for All and All for One 藤原組第4章」 | 1991年8月23日  |
| ×    | 藤原喜明               | 12:04 腹固め                           | 藤原組 「One for All and All for One」             | 1991年7月26日  |
| ○    | ジョニー・バレット     | 9:40 腕ひしぎ十字固め                  | 藤原組 「藤原組第二章」                            | 1991年5月16日  |
| ○    | 新倉史裕               | 7:56 腕ひしぎ十字固め                  | SWS 「宣戦布告 リージョンプラザ上越大会」          | 1991年4月23日  |
| ○    | 佐野直喜               | 23:42 腕ひしぎ十字固め                 | SWS 「レッスル・ドリームin神戸」                   | 1991年4月1日   |
| ○    | 佐野直喜               | 10:23 腕ひしぎ十字固め                 | SWS 「レッスル・フェストin東京ドーム」             | 1991年3月30日  |
| ○    | バート・ベイル         | 17:36 フェースロック                   | 新UWF藤原組 「旗揚げ戦」                           | 1991年3月4日   |
| ○    | ウェイン・シャムロック | 18:04 逆エビ固め                       | UWF 「U.W.F. ENERGY」                              | 1990年12月1日  |
| ×    | 前田日明               | 16:59 裸絞め                           | UWF 「U.W.F. ATLANTIS」                            | 1990年10月25日 |
| ○    | 藤原喜明               | 14:47 KO                               | UWF 「U.W.F. MOVE」                                | 1990年9月13日  |
| ○    | 高田延彦               | 12:18 レフリーストップ                 | UWF 「U.W.F. CREATE」                              | 1990年8月13日  |
| ○    | 宮戸成夫               | 9:46 裸絞め                            | UWF 「U.W.F. MIND」                                | 1990年7月20日  |
| ○    | 山崎一夫               | 11:24 レフリーストップ                 | UWF 「U.W.F. IDEA」                                | 1990年6月21日  |
| ○    | 安生洋二               | 21:14 腕ひしぎ逆十字固め               | UWF 「U.W.F. FIGHTING f」                          | 1990年5月28日  |
| ×    | 前田日明               | 18:02 片羽絞め                         | UWF 「U.W.F."THE MEMORIAL"」                       | 1990年5月4日   |
| ○    | 鈴木みのる             | 8:53 ヒールホールド                    | UWF 「U.W.F. FIGHTING AREA」                       | 1990年4月15日  |
| ×    | 藤原喜明               | 14:15 ヒールホールド                   | UWF 「U.W.F. FIGHTING BASE」                       | 1989年9月7日   |
| ×    | 高田延彦               | 12:00 駱駝固め                         | UWF 「U.W.F. MID SUMMER CREATION」                 | 1989年8月13日  |
| ○    | 中野龍雄               | 9:04 レフリーストップ（逆エビ固め）    | UWF 「U.W.F. FIGHTING SQUARE」                     | 1989年7月24日  |
| ×    | 安生洋二               | 22:14 逆腕固め                         | UWF 「U.W.F. FIGHTING SQUARE」                     | 1989年6月14日  |
| ×    | ボブ・バックランド     | 13:58 反則負け                         | UWF 「U.W.F. MAY HISTORY 2nd.」                    | 1989年5月21日  |
| ×    | 藤原喜明               | 15:36 ヒザ十字固め                     | UWF 「U.W.F. MAY HISTORY 1st.」                    | 1989年5月4日   |

## 人物
- パンクラス旗揚げの際に「ハイブリッド・ボディ」と呼ばれる肉体の鍛錬方法を提唱した。ケン・シャムロックの食事メニューを参考にし、脂質を極力排除したタンパク質中心の食事法とトレーニング方法を述べたもので、後に書籍、ビデオとしてまとめられた[17]。
- コロシアム2000の際、対戦相手のヒクソン・グレイシーが練習に取り入れていたクンダリニーヨーガ（火の呼吸）を自らも取り入れた。
- プロレスの若手時代、ヨーロッパ修行をきっかけにステロイド剤を使用していたことを告白している。体が大きくなり、ウエイトトレーニングで使う重量が短期間で上がったり、試合で投げ技が楽に感じるようになるなど効果を実感したが、帰国後に副作用で負傷が増え試合を長期間欠場するなどしたため使用をやめたと後年述懐している[映像 18]。
- 天然な所があり若手時代に先輩から可愛がられていた。
- 一見クールなイメージだが、激情家の一面を持っており、一度火がつくと後先を考えずに言動をすることがある。
- 性格的には熱く燃え上がる一方で、熱が冷めると躊躇や迷いを抱く事無く他人と縁を切るクールな一面もある。
- 盟友鈴木みのるとは厚い友情で結ばれていた。新日本の若手時代に鈴木と飲みに行って素人相手に喧嘩をして現行犯逮捕され警視庁麻布警察署に留置された際、このことで鈴木だけが解雇になりそうになったので船木は「鈴木を首にするのなら俺も首にしてください」と言って2人で謹慎処分を受けた。
- 先輩であった山田恵一とも仲が良く、一緒に骨法を習っていた。
- ヒクソン・グレイシーとの対戦前に行った須藤元気とのスパーリングの際、須藤のパンチで左眉の辺りをカットしたことで船木が激高し、須藤に蹴りを入れ、バットで殴ろうとしたことがある（お互いがパンクラスを退団した後、専門誌で対談するなど深い確執には至らず）。
- 2003年11月30日、当時低迷していたパンクラスism所属選手に対し、「正直言って、ismはどうしようもない」「来年からismは解散して欲しい」と突き放すような発言をした[18]。
- 2017年からはYouTubeで自身の体験やレスラー時代の思い出を語る動画を定期的に配信している。

## 得意技
新生UWFに参加したことと、新日本時代に骨法修行に励んだ関係から切れ味鋭い打撃と関節技を中心に試合を組み立てる。パンクラス旗揚げ期以降はグラウンド技に更に磨きをかけ、プロレス復帰後は総合格闘技参戦時に会得した技術を用いつつ、プロレスらしい技も織り交ぜて試合を組み立てていることが多い。

### 打撃技
掌底（掌打）
手のひらの一番固い部分を使った張り手。新日本時代の骨法修行で会得。ボクシング訓練の成果もミックスし、新生UWF時代には高田延彦、山崎一夫から勝利を奪い（両方とも出血によるレフェリーストップ）猛威を振るった。藤原組時代の東京ドーム大会で対戦したキックボクサーのモーリス・スミスも、船木の掌打について「厳しい攻撃だった」と評価した。プロレス回帰後も、試合序盤の組み立てから終盤のラッシュまで多種多様な場面で使用している。
バックハンドブロー（裏拳）
キック技等とのコンビネーションやフェイントを織り交ぜて使用。
ボディーブロー
新生UWF時代に掌底とのコンビネーションで多用した。
各種キック
ローキック、ミドルキック、ハイキックそれぞれを使う。ハイキックはプロレス回帰後のフィニッシュ技のひとつ。掌底のラッシュからの右ハイキックへの連携や、変則的なフォームの見切りづらい左ハイキック等、複数のバリエーションがある。
逆回し蹴り（ソバット）
船木の場合は、時計回りに体を半回転させ右足で放つ。上記のハイキックを警戒させた状態から相手のガードをワンテンポずらすように仕掛けたり、走り込んできた相手へのカウンター時に使用する。
浴びせ蹴り
前転しながら自分の脚（主に踵）を相手に叩き込む骨法の蹴り技。総合格闘技ではあまり有効利用される場面がなかったが、プロレス回帰後は不意打ち（フェイント）ぎみに仕掛けたり、タッグ時のカット用まで、幅広く使用。

### 投げ技
ダブルアームスープレックス
船木の師匠でもある藤原喜明が隠れた得意技にしていたが、船木の使用する同技は藤原の物とはやや異なり、「低空かつ高速」で投げるタイプ。
逆水車落とし
アマチュアレスリングの、両足タックルからテイクダウンを奪う技術の応用。通常の水車落としとは違い、相手を担ぎ上げた後自ら前転しながらスパインバスターのように前方に相手を叩きつける。
閂スープレックス
相手の両腕を自分の脇に挟み絞り上げながら、後方へ剃り投げる。田上明の同名技と同型。ただし、船木の場合は藤原組時代のごく短期間しか使用しておらず、プロレス回帰後も、なぜか使用していない「幻の技」。
バックドロップ
U系レスラーの多くが使用する、相手を後ろに引き倒すような低空かつ高速で投げるタイプ。プロレス回帰直後はフィニッシュ技になる場合もあった。
ハイブリッド・ブラスター
現在の船木の主なフィニッシュ・ムーブ。相手の左腕をハンマーロックで固めてからのツームストン・パイルドライバー。ハイキックで倒した相手にチキンウィングフェイスロックを仕掛けてから最後に決めるパターンが多い。2012年に怪我からの復帰戦で初公開。技名は、一般公募によって決まった。

### 締め技、関節技
スリーパーホールド（チョークスリーパー）
パンクラス時代の必殺技の代表格。
肩固め
チキンウィングフェイスロック
相手の腕を極めながらの顔面締め。プロレス回帰直後はフィニッシュ技になることもあった。ハイブリッド・ブラスター開発後は同技への布石として使用機会が多い。
各種アームロック
ストレートアームバー
骨法の「腕絡・腕折」に由来する。相手の腕を真っ直ぐに伸ばして極める腕関節技。
横三角締め（トライアングル・アームバー、トライアングルアームロック）
柴田勝頼に伝授された相手の腕を極めながら、自分の脚で相手の首をカニ挟みで締める複合技。
アンクルホールド
1988年ヨーロッパ遠征中にミレ・ツルノから習得した技として船木が日本で初公開した。1995年後半に、パンクラスのルール上、ヒールホールドが禁止技になり、それに代わる脚関節技として使用されたことがきっかけで船木の使用する代表的脚関節技になった。またパンクラス時代に伝授されたケン・シャムロックが後にWWEでフィニッシュホールドとして使用した。
ヒールホールド
上記にあるとおり、1995年にパンクラスのルールで同技が禁止技になり（ヒールホールドをかけられた相手が、膝の十字靱帯を傷める事例が多発したため。）、それ以降、パンクラスの試合では封印していた。
クロスヒールホールド（飛びつき式クロスヒールホールド）
コマンドサンボに由来する相手の両足をX字状態に交差させて極める脚関節技。船木もパンクラス時代に数度トライしていたが、上記のアンクルホールドと比べるとほとんど使われることがなかった。プロレス回帰後は頻繁に使用し、フィニッシュ技に用いられることもある。

### 飛び技
串刺しドロップキック
新日本の若手時代は打点の高いドロップキックを得意としていたが、ロープに振っても返ってこない対UWF対策として編み出した技。対角線に振ってからコーナーマットに相手を突き刺すようにドロップキックを放つ。
ミサイルキック
新生UWF時代、ボブ・バックランド戦で思わず使用してしまい反則負けになってしまった船木の「苦い思い出」のある技。
その他、プロレス回帰後に、プランチャや、トペ・スイシーダにトライしているが、いずれも未遂に終わることが多い。（飛ぶと見せかけたフェイントによる心理戦という見方もある。）

## 入場曲
Danger Zone
映画『トップガン』の主題歌。デビュー戦や1987年のIWGPジュニア王座決定トーナメントの入場で使用。
ONE
作曲：浅倉成章。WRESTLE-1旗揚げ戦（2013年）より使用された入場曲。［※未CD化］
RED ZONE
作曲：石田長生。パンクラス時代からプロレス回帰後（2010年2月）まで使用された入場曲。2000年9月27日、『船木誠勝〜RED ZONE 引退記念シングル』が発売された。
TO-U（1987）
作曲：鈴木修。新生UWF時代（1990年まで）と2010年3月以降に使用中の入場曲。再度使用し始めたきっかけは、船木いわく「（「RED ZONE」が）パンクラス時代のイメージ（総合格闘家のイメージ）が強いから、プロレス時代（新日本時代から藤原組時代）の方に戻していきたい」という理由による。また、全日本プロレスのリングアナ木原文人が、プロレスラーの入場曲のレコード・CD収集を趣味にしており、木原が当時の音源を所有していたことに、船木は「縁」を感じたという。
Julie's Final
「AMERICAN ANTHEM」サウンドトラックより。第2次UWF時代、腕の骨折から長期欠場後の復帰戦1990年4月15日博多スターレーンでの鈴木みのる戦より使用。その年に山崎・高田・藤原の3強を連破。UWF解散後も藤原組で使用。SWSでの対佐野直喜2連戦を経て、91年夏に藤原喜明〜ウェイン・シャムロックに2連敗するまで使用した。その後1992年2月後楽園ホールでのシャムロック戦で一度だけ復活使用した。以降、藤原組後期〜パンクラス時代は親交のある石田長生作曲のオリジナル曲を数曲使用。Julie's Finalは長らく使用されることは無かったが、全日本プロレスで2010年3月鈴木みのるとの金網マッチの際に再び使用した。当日会場に観戦に来ていた伊藤崇文がすぐに気付いて懐かしんでいたことを共に観戦していた北岡悟がブログに記載している。

## 著書

### 評伝
- 『ストレィト 船木誠勝物語 1969‐1992』（佐々木徹著、ナツメ社、1991年11月） ISBN 4816313311
- 『BRAIN 船木誠勝』（“Show”大谷泰顕著、メディアワークス、2000年5月） ISBN 4840215634
- 『船木誠勝 海人』（安田拡了著 、ベースボール・マガジン社、2000年7月） ISBN 4583035829
- 『First Step船木誠勝』（佐々木健著 、サンクチュアリ出版、2000年10月1日） ISBN 4921132410
- 『REAL HEART船木誠勝』（“Show”大谷泰顕著、二見書房、2001年1月） ISBN 4576007548

### 自著
- 『船木誠勝のハイブリッド肉体改造法』（ベースボール・マガジン社、1996年7月） ISBN 4583033184　[映像 21]
  - Iは船木自身の経験から編み出された格闘家としての本格的な筋力トレーニングとパンクラスで行われる実践トレーニングを掲載。それまでの間違った肉体改造についてふれ、プロレスラーとしてあるべきトレーニングを示唆している。掲載されたトレーニングは格闘技を志す者への手引きという形になっている。
- 『パーフェクト!ハイブリッド肉体改造法Ⅱ』（ベースボール・マガジン社、1999年12月） ISBN 458303623X
  - IIは一般向けで有酸素運動と基礎的な筋力トレーニングを総合的に行い、生活に便利な体を作る方法を掲載。
- 『ダイエット無用!パーフェクト!ハイブリッド肉体改造法Ⅲ』（ベースボール・マガジン社、2005年7月） ISBN 4583038593
  - IIIはダイエットをしたいが時間がない男性向けに有酸素運動なしの短時間でできる簡単な筋力トレーニングで基礎代謝を上げ、筋肉質な体を作る方法を掲載。
- 『船木誠勝の格斗誠書』（ベースボール・マガジン社、1998年9月） ISBN 4583035470
- 『船木誠勝リアル護身術』（大泉書店、2000年11月） ISBN 4278049005
- 『明日また生きろ。』（まんだらけ、2000年12月） ISBN 4944099878
- 『船木誠勝リアル格闘術』（大泉書店、2001年7月） ISBN 427804903X
- 『船木誠勝の真実』（エンターブレイン、2003年9月26日） ISBN 4757716192
- 『船木誠勝 ハイブリッド・ヨガ』（宝島社、2006年5月） ISBN 4796652655
- 『船木誠勝流リアルボディ改造術』（宝島社、2007年3月） ISBN 4796657320
- 『船木誠勝が語る プロレス・格闘技の強者たち』（竹書房、2025年3月） ISBN 9784801943964

## 出演作品
映画
- 五条霊戦記 GOJOE （2000年、東宝） - 湛塊 （弁慶の宿敵で盗賊の頭）
- シャドー・フューリー  (2001年、クロックワークス・日米合作） - 主演・タケル ※役柄のために体脂肪を極限まで絞り込んだ。この時の様を「肉体改造法シリーズ」第三弾で綴っている。
- 新 影の軍団シリーズ （2003年、シネマパラダイス） - 金剛丸 ※2作目と4作目のみOV。
- 新・空手バカ一代（2003年）
- 新・日本の首領 （2004年） - 塩野晋（遠山建設秘書室長）
- 力道山 （2004年、ソニー・ピクチャーズ・日韓合作） - 井村昌彦（木村政彦がモデル）
- ゴジラ FINAL WARS （2004年、東宝） - 熊坂教官[1]
- デビルマン （2004年、東映） - ジンメン（デーモン族）[映像 22]
- 真説タイガーマスク （2004年、GPミュージアムソフト） - タイガーマスク
- 岸和田少年愚連隊 カオルちゃん最強伝説 中華街のロミオとジュリエット（2008年、松竹ホームビデオ）
- 純喫茶エルミタージュ（2005年、NETCINEMA.TV）
- 劇場版 Dr.コトー診療所 （2022年、フジテレビ、東宝）- 山下努（漁師）

Vシネマ
- 跋扈妖怪伝 牙吉 第二部（2004年） - 桜丸
- 新・日本の首領（2004年）- 辰野会系唐沢組組長 唐沢丸人
- ワル 序章（2004年）
- 武装戦線 〜政府軍VS革命軍〜（2005年）
- 実録・東声会 初代・町井久之 暗黒の首領（2006年） - 安西組若頭 花村敬（→安西組組長代行）
- 龍が如く 〜序章〜 （2006年、セガ） - 主演・桐生一馬
- ビジネスマン必勝講座 ヤクザに学ぶ指導力（2007年）第四話「ハードボイルド・ダンディー」 - Z親分
- 新宿暴力街 華火（2007年） - 大畔組組員 ツムラ
- 新宿暴力街 烈華（2008年） - 大畔組組員 ツムラ
- 極潰し（2014年） - 若松組若頭 片桐アキラ
- 伝説のやくざ ボンノ 烈火の章（2017年）

ドラマ
- サラリーマン金太郎 第3シリーズ（2002年、TBS） - 和田（旭星会会長・大須賀義助のボディガード）[映像 23]
- Dr.コトー診療所 （2003年・2006年、フジテレビ）- 山下努（漁師）
- 火曜サスペンス劇場 北ホテル1（2004年、日本テレビ）- 漁師
- 富豪刑事 第2シリーズ、第3話 （2006年、テレビ朝日）- 大垣大垣（振り込め詐欺団の副リーダー）
- 牙狼〈GARO〉-GOLDSTORM- 翔、 第9話（2015年、テレビ東京） - ウォスカ（ホラー）人間態

バラエティ
- 筋肉番付シリーズ（TBS系列）

アニメ
- ストリートファイターII MOVIE（1994年、東映） - フェイロン[映像 24]
- ザ・ハード BOUNTY HUNTER（1996年、東宝）- タイロン ※主題歌「サイレンサー」を歌っている。
- 高校鉄拳伝タフ OVA版（2002年、スパイク） - 宮沢静虎 （主人公の父。灘神影流活殺術第14代目当主）

ゲーム
- 船木誠勝 HYBRID WRESTLER 闘技伝承（1994年10月21日 スーパーファミコン用、 テクノスジャパン）
- TOUGH DARK FIGHT（2005年12月1日 プレイステーション2用、 コナミデジタルエンタテインメント） - 宮沢静虎

ラジオ
- 桑原征平粋も甘いも（2017年11月29日、ABCラジオ） - 「征平の1時の一字」コーナーにゲスト出演 ※アシスタントの小川恵理子は松竹芸能の同僚にあたる。